# Laura Hope Crews
Laura Hope Crews (ur. 12 grudnia 1879 w San Francisco, Kalifornia, zm. 12 listopada 1942 w Nowym Jorku) - czołowa amerykańska aktorka sceniczna pierwszej dekady XX w., znana z roli ciotki Pittypat Hamilton w filmie Przeminęło z wiatrem (1939).

## Osobiste życie
Była córką aktorki scenicznej Angeleny Lockwood i stolarza Johna Thomasa Crews. Miała trójkę starszego rodzeństwa. Crews zaczęła grać w teatrze mając cztery lata w Woodward's Garden. Kolejne role grała po ukończeniu szkoły, w 1898 r.

## Filmografia
- 1936: Dama kameliowa jako Prudence
- 1937: Eskapada jako księżna Anna Dmitrievna
- 1939: Idiot's Delight jako madame Zuleika
- 1939: Łowca talentów jako Carlotta Salvini
- 1939: Przeminęło z wiatrem jako ciotka Pittypat Hamilton
- 1939: Dzwonnik z Notre Dame (niewymieniona w czołówce)
- 1941: Płomień Nowego Orleanu jako ciocia